# Замбахидзе, Григорий Никифорович
Григорий Никифорович Замбахидзе — советский хозяйственный, государственный и политический деятель.

## Биография
Родился в 1911 году в Поти. Член ВКП(б).
С 1935 года — на хозяйственной, общественной и политической работе. В 1935—1962 гг. — инженер-гидростроитель, начальник комплексной бригады Грузгоспроекта по проектированию завода № 448, народный комиссар водного хозяйства Грузинской ССР, заведующий отделом промышленности ЦК КП Грузии, министр промышленности и строительных материалов Грузинской ССР, представитель СМ Грузии при Совете Министров СССР, на научной и хозяйственной работе на гидротехнических проектах в Грузинской ССР.
Избирался депутатом Верховного Совета Грузинской ССР 2-го созыва, Верховного Совета СССР 3-го созыва.